# Cliț, Sălaj
Cliț (în maghiară: Csűrfalva) este un sat în comuna Băbeni din județul Sălaj, Transilvania, România.
Satul Cliț apare în documente sub denumirea de Kylych în anul 1554.

## Obiective turistice
- Rezervația naturală „Stanii Clițului” (16 ha).[4]